# Piper laurifolium
Piper laurifolium är en pepparväxtart som beskrevs av Philip Miller. Piper laurifolium ingår i släktet Piper och familjen pepparväxter. Inga underarter finns listade i Catalogue of Life.